# آلبرت وایت (دوچرخه‌سوار)
آلبرت وایت (انگلیسی: Albert White; ۱۹ فوریهٔ ۱۸۹۰ – ۱ مارس ۱۹۶۵) دوچرخه‌سوار اهل بریتانیا بود.
وی در مسابقات کشوری و بین‌المللی در مجموع برندهٔ ۱ مدال نقره شده‌است.